# Boigneville
Boigneville település Franciaországban, Essonne megyében. Lakosainak száma 376 fő (2022. január 1.). Boigneville Prunay-sur-Essonne, Le Malesherbois, Nanteau-sur-Essonne, Buno-Bonnevaux és Champmotteux községekkel határos.

## Népesség
A település népességének változása:
| Lakosok száma | 400  | 394  | 402  | 389  | 387  | 387  | 390  | 383  | 376  |
|               | 2013 | 2015 | 2016 | 2017 | 2018 | 2019 | 2020 | 2021 | 2022 |